# Araneus lithyphantiformis
Araneus lithyphantiformis este o specie de păianjeni din genul Araneus, familia Araneidae. A fost descrisă pentru prima dată de Kishida, 1910. Conform Catalogue of Life specia Araneus lithyphantiformis nu are subspecii cunoscute.